# Merops orientalis

Subespecie cyanophrys y abajo la Subespecie tipo, adulto e inmaduro.

El  abejaruco esmeralda  (Merops orientalis) es una especie de ave coraciiforme de la familia Meropidae. Es residente en toda una franja del Viejo Mundo que corre a lo largo de África subsahariana desde Senegal y Gambia hasta Etiopía, el valle del Nilo, la costa oriental del Mediterráneo, Arabia occidental, y Asia a través de la India hasta Vietnam. Esta especie no debe ser confundida con el abejaruco chico (Merops pusillus).

## Descripción
Como otros abejarucos, esta especie es un ave muy colorida y delgada. Mide unos 16-18 cm de largo incluyendo cerca de 5 cm de las largas plumas centrales de la cola. Los sexos no se distinguen a simple vista. Todo el plumaje es verde brillante y teñido con azul especialmente en la barbilla y la garganta. La coronilla y dorso superior están teñidos de rojizo dorado. Las plumas de vuelo de color rojizo degradado a verde y negruzcas en la punta. Una línea negra fina corre por delante y detrás del ojo. El iris es carmesí y el pico es negro, y las piernas son grises oscuras. Los pies son débiles con tres dedos unidos en la base. Las aves del sudeste de Asia tienen la coronilla y la cara rojiza y verdes las partes de abajo, mientras la subespecie de Arabia, M. o. beludschicus, tiene la coronilla verde, la car azul y las partes de abajo azulosas. Las alas son verdes y el pico negro. Las larga plumas de la cola están ausente en los juveniles. Los sexos son similares.
El reclamo es un trino nasal "tri-tri-tri-tri", usualmente mientras vuela.

### Taxonomía
Varias subespecies están descritas:
- Merops orientalis cyanophrys - Península arábiga.[5]
- Merops orientalis beludschicus(=biludschicus)[6]) Irán hasta Pakistán (colores más pálidos con la garganta azul).[7]
- Merops orientalis orientalis - India y Bangladés.
- Merops orientalis ferrugeiceps (=birmanus) - Birmania y Tailandia.
- Merops orientalis ceylonicus - en Sri Lanka[8] a menudo incluida en la subespecie tipo.

## Distribución y hábitat
Ésta es un ave abundante y bastante mansa, familias en toda su distribución. Es un ave que cría en campos abiertos con arbustos. En África y Arabia se encuentra en áreas áridas, pero vive en hábitats más diversos hacia el este. Esta especie caza a menudo desde perchas bajas, tal vez de solo un metro o menos altura.  Hace uso habitual de cercas alambradas y cables eléctricos.
Son mayormente vistas en llanuras pero pueden a veces encontrarse hasta 1500 o 1800 m de altitud en los Himalayas. Se mueven estacionalmente pero se conoce poco al respecto.

## Comportamiento y ecología
Tal como el nombre sugiere, los abejarucos comen predominantemente insectos, especialmente abejas, avispas y hormigas, que son atrapadas en vuelo con ataques realizados desde una percha. Antes de ingerir el alimento, el abejaruco quita el aguijón y rompe el exoesqueleto de su presa con golpeteos repetidos en la percha. La migración se limita a desplazamientos estacionales dependientes del régimen de lluvias.
A diferencia de la mayoría de los abejarucos, estos son a menudo anidadores solitarios, para lo que hacen un túnel en barrancos arenosos. La pareja en reproducción está, a menudo, acompañada por ayudantes. Suelen ser vistos en grupos pequeños y pueden descansar comunalmente en gran número (200-300). La estación de cría va de marzo a junio. Anidan en madrigueras excavadas en bancos verticales de sedimentos suaves. El túnel del nido que construyen puede llegar a medir 1,5 m de largo y los 3-5 huevos los pone sobre el suelo desnudo del fondo de la cavidad. Los huevos son muy esféricos y de color blanco lustroso.
Un estudio ha mostrado que el abejaruco esmeralda es capaz de interpretar el comportamiento de otros animales. Demuestran una habilidad para predecir si el predador, desde un lugar en particular, podría ser capaz de avistar la entrada del nido y, en ese caso, actúan apropiadamente para evitar delatar su ubicación. Antes se pensaba que la habilidad para prever la localización de una determinada ubicación desde un lugar diferente solo la poseían los primates.
Se ha visto que los hábitats ribereños sustentan altas poblaciones en el sur de India (157 aves por kilómetro cuadrado), decayendo a 101 por km² en áreas  agrícolas y a 43-58 por km² cerca de las viviendas humanas.
Se alimentan de insectos voladores pueden llegar a ser un perjuicio para los apicultores. La presa preferida son los escarabajos y después los himenópteros. Parece ser que evita a los ortópteros. Se sabe que a veces atrapan cangrejos. Como muchas otras aves, regurgitan las partes duras de sus presas en forma de bolas.

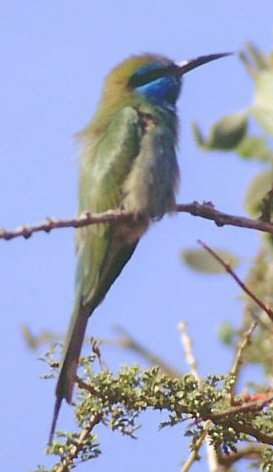
Subespecie cyanophrys en Israel.
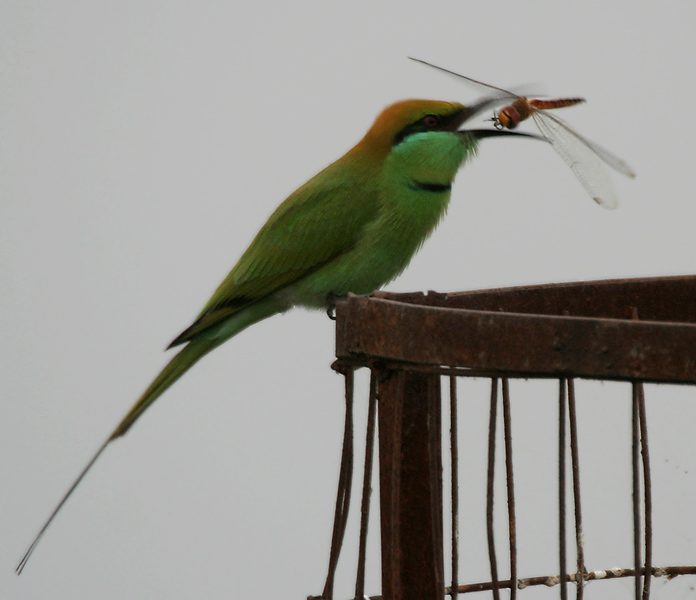
Subespecie orientalis con una libélula en Hyderabad, India.
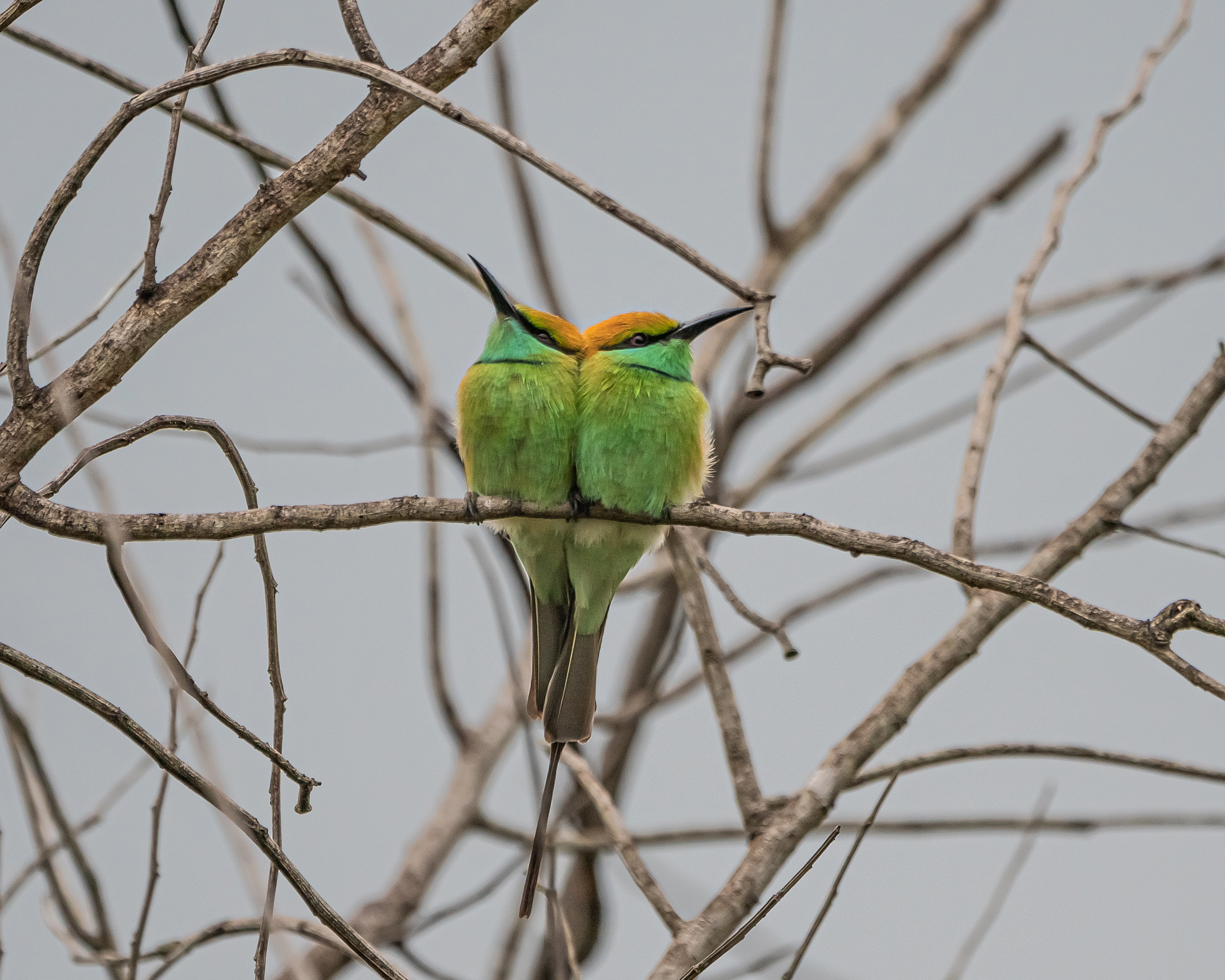
Subespecie orientalis en Sri Lanka.